# 黑點鸚竺鯛
黑點鸚竺鯛，又名黑點天竺鯛、驼背天竺鲷、雙點天竺鯛，俗名大目側仔，為輻鰭魚綱鉤頭魚目天竺鯛科鸚竺鯛屬的其中一個種。
该物种的模式产地在日本。

## 分布
本魚分布於西太平洋區，包括台灣、日本、韓國、印尼、菲律賓、巴布亞紐幾內亞、澳洲、所羅門群島等海域。

## 深度
水深10－30公尺。

## 特徵
本魚體延長而側扁，眼大，口大略下位。魚體呈略透明的肉紅色，吻端至眼部有一褐色點縱帶，鰓蓋上方與尾柄處各具一黑色小斑點。背鰭硬棘8枚；背鰭軟條9枚；臀鰭硬棘2枚；臀鰭軟條8枚。體長可達10公分。

## 生態
本魚白天成群盤旋於大礁邊緣而不躲入礁洞中。屬肉食性，以底棲甲殼類為食。繁殖期時，雄魚具有口孵習性，卵約7日化成仔魚，由雄魚吐出，具短暫的仔魚飄浮期。

## 經濟利用
可食用，通常做下雜魚處理，製成魚粉當飼料，亦可當作觀賞魚。

### 腳注
1. ↑  中国科学院动物研究所. . 中国动物物种编目数据库. 中国科学院微生物研究所.   [2009-04-16]. （原始内容存档于2016-03-05）.